# 西夏墅梅村戏楼
西夏墅梅村戏楼，位于江苏省常州市新北区，是中华人民共和国江苏省文物保护单位之一。
2006年6月5日，授予江苏省文物保护单位，是一座古建筑。